# Giovanni Chelli
Giovanni Chelli (Siena, 5 novembre 1809 – Grosseto, 8 dicembre 1869) è stato un presbitero e bibliotecario italiano.

## Biografia

### La formazione e l'esilio
Nato a Siena nel 1809, Chelli si trasferì a Grosseto nel 1821, fu ordinato sacerdote nel 1833 e si laureò nel 1835 in Teologia all'Università di Siena. Successivamente venne nominato Canonico della Cattedrale di Grosseto e nel 1840 ne diventò Rettore nella Penitenzieria.
Personalità eccentrica e controversa, Chelli, nel corso degli anni quaranta, pubblicò articoli per il Corriere Livornese in cui esaltava apertamente papa Pio IX e in particolar modo Leopoldo II di Lorena, al quale dedica il libro La Maremma personificata che narra le sue passate e presenti vicende del 1846, in occasione dell'inaugurazione a Grosseto del monumento a Canapone. Continuò ad interessarsi alla politica e nel 1848 pubblicò Sulla necessità di una via ferrata da Grosseto a Siena e da Grosseto ai Confini dello Stato Pontificio, scagliandosi anche contro il fenomeno dell'estatatura, che aveva indebolito da secoli il ruolo istituzionale della Maremma. Nello stesso anno, Chelli si dichiarò repubblicano, spostandosi su posizioni estremiste e rinnegando Pio IX. Appoggiò apertamente il nuovo governo democratico provvisorio, ma l'anno dopo, con il ritorno della monarchia, venne costretto all'esilio, che durò soltanto pochi mesi, in quanto fu convocato a ritrattare le sue posizioni.
Tornato a Grosseto, si avvicinò ad ideologie liberali moderate, schierandosi a favore dell'Unità d'Italia e appoggiando Bettino Ricasoli, con il quale aveva un rapporto di amicizia essendo il barone fiorentino legato alla Maremma in quanto proprietario della locale tenuta di Barbanella. Fu legato anche a personaggi risorgimentali di spicco come  Costantino Nigra, Vincenzo Salvagnoli e Giovan Pietro Vieusseux, con i quali intratteneva frequenti scambi epistolari.

### L'impegno culturale
A Giovanni Chelli si devono l'apertura della Biblioteca Comunale e di un primo nucleo del futuro Museo archeologico e d'arte della città di Grosseto. A partire dal 1858, Chelli iniziò ad adoperarsi per realizzare a Grosseto un centro di raccolta di scritti e di oggetti d'arte e fulcro della diffusione di conoscenza, fruibile immediatamente dai cittadini, che fosse destinato ad assumere, nel corso degli anni, un ruolo educativo di estrema utilità nei confronti di tutti gli abitanti della Maremma: si avviò così un lento e decisivo intervento di lotta contro l'analfabetismo (anche grazie all'applicazione della Legge Leopoldina del 1852 e della Legge Casati del 1861).
Il canonico presentò un'istanza al Capitolo della Cattedrale, che riunitosi il 30 dicembre 1858, deliberò che a Giovanni Chelli fosse accordata la direzione della biblioteca, congiunta al museo. Il fondo originario della biblioteca era costituito da circa 5 000 volumi, tra i quali figuravano numerose cinquecentine ed edizioni di pregio, grazie alle donazioni del vescovo Giovanni Domenico Mensini, di Domenico Pizzetti, vicario capitolare della diocesi di Grosseto, e dello stesso Giovanni Chelli.
Con la morte del vescovo Mensini e la sede rimasta vacante, Chelli viene eletto vicario capitolare, scelta che provocò numerose reazioni da parte di autorità ecclesiastiche che presentarono ricorso. Chelli decretò che in ogni chiesa della diocesi di Grosseto si recitasse un'orazione in onore di re Vittorio Emanuele II, fatto malvisto da Roma, che accolse il ricorso dei suoi detrattori destituendolo dall'incarico. La Biblioteca Chelliana venne comunque inaugurata il 1º marzo 1860, e il mese successivo re Vittorio Emanuele II lo convocò a Siena, dove lo decorò della croce di cavaliere dei Santi Maurizio e Lazzaro per rendere onore ai suoi meriti.

### Gli ultimi anni
Con l'Unità d'Italia del 1861, le posizioni politiche di Chelli lo misero nuovamente in cattiva luce nell'ambito ecclesiastico, poiché nei suoi scritti auspicava un ritorno della Chiesa delle origini, completamente estranea ai poteri temporali e separata totalmente dallo Stato, che doveva essere rigorosamente laico.
Nel 1867, dopo nove anni di sede vacante, si decise la nomina di un nuovo vescovo, fatto che destò preoccupazione nel Chelli, il quale temeva che l'elezione del vescovo comportasse il trasferimento della biblioteca, essendo questa ospitata proprio all'interno del Palazzo Vescovile. Suggerì allora che il Governo acquistasse la sede vescovile e provvedesse al trasferimento di questa in altri locali. La risposta fu negativa e alla nomina del vescovo seguì la chiusura della biblioteca.
Giovanni Chelli morì a Grosseto l'8 dicembre 1869.

## Opere e scritti
- La Maremma personificata che narra le sue passate e presenti vicende, Firenze, 1846.
- Sulla necessità di una via ferrata da Grosseto a Siena e da Grosseto ai confini dello Stato Pontificio, Siena, 1848.
- Lettera scritta dal Can. G. Chelli al preg. sig. Priore di S. M. Maddalena in Pisa, in «Il Corriere Livornese», 14 settembre 1847.
- Parole scritte in difesa di F. D. Guerrazzi e di Montanelli, in «Il Corriere Livornese», 24 ottobre 1848.
- Cittadino Direttore [...], in «Il Corriere Livornese», 27 novembre 1848.
- Se questa volta [...], in «Il Corriere Livornese», 27 dicembre 1848.
- Il Pontefice Pio IX e le sue proteste, in «Il Corriere Livornese», 15 gennaio 1849.
- La preghiera pubblica per ottenere da Dio il trionfo della causa italiana, parole dedicate al clero d'Italia, in «Il Corriere Livornese», 5 febbraio 1849.
- Ultime parole ai preti retrogradi, in «Il Corriere Livornese», 3 marzo 1849.
- La scomunica di Pio IX e la Costituente italiana, in «Il Corriere Livornese», 9 marzo 1849.
- Cittadino Direttore del Corriere Livornese [...], in «Il Corriere Livornese», 10 marzo 1849.
- La voce della campagna, in «Il Corriere Livornese», 11 aprile 1849.
- Quali sono i delitti dei popoli?, in «Il Corriere Livornese», 14 aprile 1849.
- Orazione funebre di Giovanni Domenico Mensini vescovo di Grosseto, detta dal canonico penitenziere dott. Gio. Chelli nei solenni funerali fatti dal Capitolo e dal Municipio nella chiesa cattedrale il primo giugno 1858, trigesimo della sua morte, Grosseto, presso Pompilio Galluzzi, 1858.

## L'eredità
A Giovanni Chelli si devono la presenza a Grosseto della Biblioteca Chelliana, a lui intitolata, e del Museo archeologico e d'arte della Maremma, inizialmente congiunto alla biblioteca e successivamente divenuto un'istituzione a parte. Al canonico sono stati inoltre dedicati i licei classico e scientifico paritari cattolici di Grosseto ospitati nel palazzo del Seminario Vescovile della città.
La figura di Giovanni Chelli è inoltre ricordata dallo scrittore Luciano Bianciardi nel romanzo Il lavoro culturale (1957).
(Luciano Bianciardi, Il lavoro culturale, 1957)